# Markthallen in Berlin

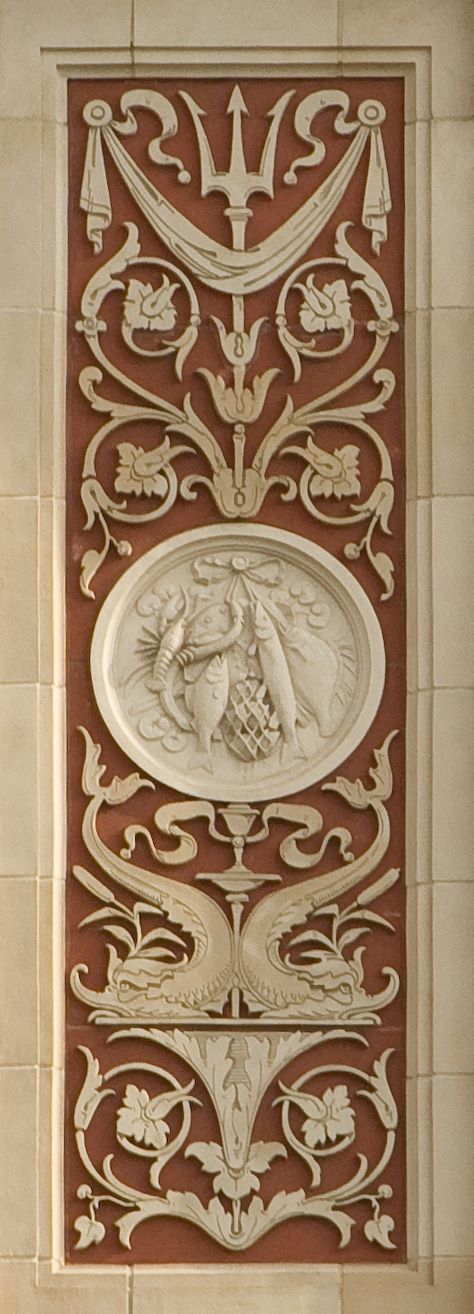
Symbol für den Fischhandel als Fassadenschmuck an einer der historischen Markthallen

Die ersten überdachten Verkaufseinrichtungen in Berlin in Hallenstruktur entstanden im letzten Drittel des 19. Jahrhunderts. Es handelte sich um eine 1867 eröffnete erste Halle an der Spree und um weitere Markthallen, deren Bau der Magistrat von Berlin nach längeren Verzögerungen 1883 beschlossen hatte. Die 14 Hallen – inzwischen als Historische Markthallen in Berlin bezeichnet – sollten das Problem einer hygienischen und umfassenden Lebensmittel-Versorgung der schnell wachsenden Berliner Bevölkerung lösen. In unmittelbarer Nähe zu Wohngebieten ließen die Stadtplaner unter Verantwortung des Stadtbaurats Hermann Blankenstein und Mitwirkung des Architekten August Lindemann große Markthallen errichten. Durch die Konkurrenz der etwa zeitgleich entstehenden Kaufhäuser, den Verlust der Hallenkleinhändler, durch Krieg und Weltwirtschaftskrise mussten jedoch die ersten vier Hallen bereits nach weniger als 30 Jahren schließen. Als Gründe für das Scheitern des großen Berliner Markthallenkonzepts werden in der Rückschau auch die teilweise versteckte Lage der Hallen, die schlechte Verkehrsanbindung und das unzureichende Verkaufsambiente angegeben. Zerstörungen am Ende des Zweiten Weltkriegs und rigorose Umnutzungen führten zum Verschwinden weiterer historischer Markthallen. Im Jahr 2011 sind noch vier von ihnen als Markthallen in Betrieb (VI, IX, X, XI).
In den 1950er Jahren entstanden in den westlichen Bezirken Berlins einige neue Markthallen, die im Laufe der folgenden Jahrzehnte aber wieder ihre Bedeutung verloren oder durch Umbau modernisiert wurden.
Ab etwa 1990 setzte ein neuer Trend zu noch mehr komplexen Angeboten nicht nur von kleinen Marktstandbetreibern ein – nach amerikanischem Vorbild entstanden als moderne Markthallen die Shopping-Center oder Shopping Malls.

## Geschichte der Hallen aus dem 19. Jahrhundert
Die Hallen folgten einem einheitlichen Schema: Ein hohes metallenes Tragsystem bildet ein Mittelschiff mit seitlichen Oberlichtern. Daran schließen sich beiderseits Querschiffe an. Das Dach liegt auf gusseisernen unverkleideten Stützen und Stahlbindern. Die konkrete Ausführung wurde entsprechend den örtlichen Gegebenheiten variiert.
Die gemauerten Backstein-Fassaden sollten für ein ausgeglicheneres Hallenklima sorgen. Sie sind verklinkert und mit gelben und roten Schmuckelementen aus Terrakotta ornamental, als Medaillons oder als Friese reich verziert. Neben den Triumphbogen-artigen Portalen zur Markthalle (auf denen die Nummern und Bauzeiten angegeben sind) befanden sich im Erdgeschoss benachbarter Wohnbauten (weitere) kleine Ladengeschäfte, deren Inhaber im selben Gebäude wohnten. Oder die Portale wurden direkt in die Wohnbauten eingepasst und die Halle dann auf den Innenhöfen errichtet. Die Erdgeschossfläche wurde in kleine Verkaufsbereiche (durchschnittlich etwa je vier Quadratmeter) aufgeteilt und an Bauern und Händler verpachtet.
Die 14 geplanten Markthallen erhielten eine Nummerierung von I bis XIV; sie wurden in drei Bauetappen verwirklicht – die Hallen I bis IV wurden unter der Bauleitung von August Lindemann ab 1883 errichtet und am 3. Mai 1886 eröffnet. Nach deren Inbetriebnahme gab das Königliche Polizeipräsidium am 28. April 1886 folgenden Beschluss bekannt:

„Nachdem die vier Markthallen –
I. in der neuen Friedrichstraße, II. in der Linden-, Friedrichstraße, III. in der Zimmerstraße und IV. in der Dorotheenstraße
für geeignet befunden worden sind, einem dem Verkehrsbedürfnisse entsprechenden Ersatz für die bisher
 1. auf dem Alexanderplatze, 2. auf dem Neuen Markte, 3. auf dem Dönhofsplatze, 4. auf dem Gensdarmen-Markte, 5. auf dem Belle-Alliance-Platze, 6. am Potsdamer Thore, 7. in der Karlstraße an der Ecke der Luisenstraße und 8. am Oranienburger Thore
abgehaltenen Wochenmärkte zu bieten, werden die vorgenannten acht Märkte hiermit auf Grund des § 69 der Gewerbeordnung im Einverständniß mit der Gemeindebehörde zum 3. Mai dieses Jahres, morgens 1 Uhr geschlossen.“

Bis zum Jahr 1888 wurden die Hallen V bis VIII in den äußeren Stadtbezirken Berlins fertig und 1892 konnten die letzten sechs Markthallen in Betrieb gehen. Der Etat für den Bau aller Hallen betrug 28 Millionen Mark.
Die Stadt Berlin wollte und konnte damit die Strukturen der vorhandenen rund 20 Märkte unter freiem Himmel aufbrechen und zwang die Händler mit Vorschriften und Gesetzen zur Nutzung der neuen Hallen. Die Standgebühren waren erheblich höher als für die alten Marktstände, aber die Umsätze glichen das weitestgehend aus, weil bald an allen sechs Werktagen eingekauft werden konnte.
Die Gesamtverwaltung der neuen Markthallen lag in der Hand des Berliner Magistrats, in dem unter anderem Paul Michelet und später Hans von Freyberg im entsprechend eingerichteten Dezernat (Markthallen und Milchkühlanlagen) aktiv waren. Eine neu gegründete Marktpolizei überwachte die Einhaltung der strengen Marktvorschriften. Allerdings schlossen schon nach nur wenigen Jahren die ersten Hallen in den Randbezirken Berlins, da sie nicht mehr wirtschaftlich betrieben werden konnten.
In der Zeit ab 1933 erfolgten in den vorhandenen Markthallen auch neue künstlerische Ausgestaltungen, beispielsweise fertigte der Maler Georg Albert Dorschfeldt Fresken im Zeitgeist.
Nach dem Ende des Zweiten Weltkriegs spielten die in Teilen oder vollständig erhaltenen Markthallen eine wichtige Rolle zur Versorgung der Berliner. Die meisten Hallen haben ihre Bedeutung bis in das 21. Jahrhundert behalten und wurden mehrfach umgestaltet und modernisiert, wie die folgende Liste zeigt.

## Übersicht der historischen Hallen

### Die erste Markthalle in Berlin

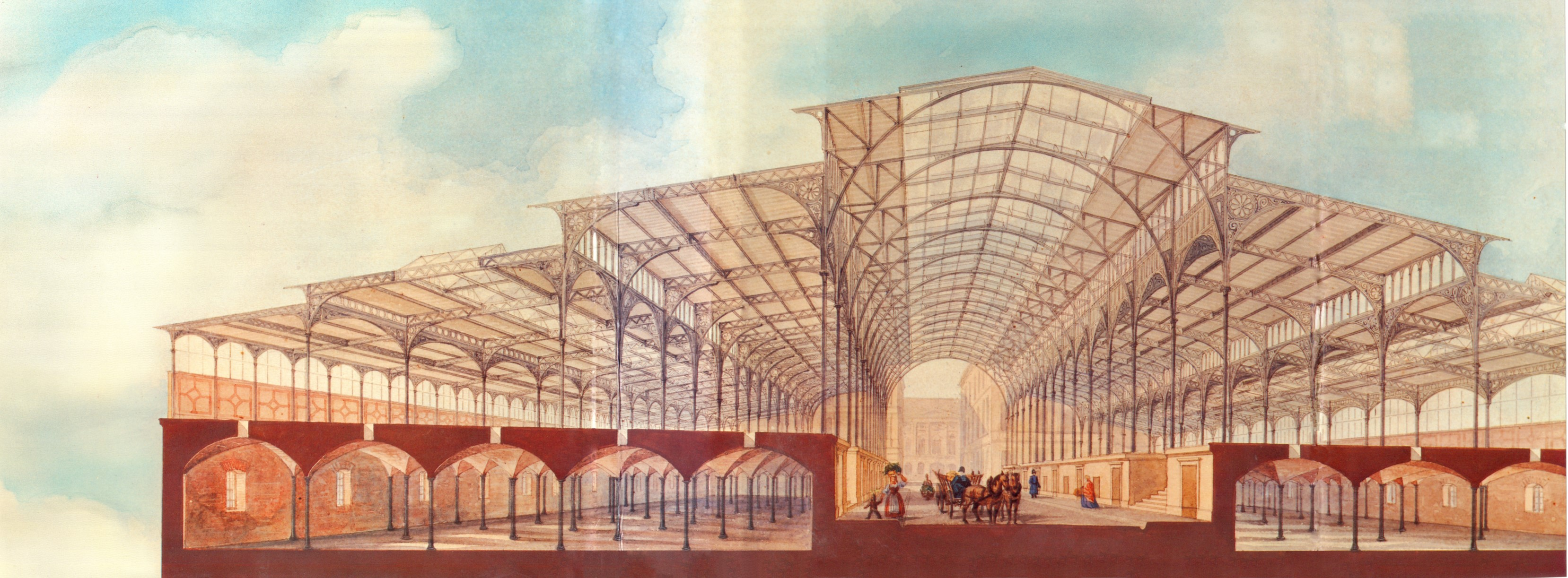
Traggerüst der ersten Berliner Markthalle

Diese Markthalle war von 1865 bis 1867 im Auftrag der Berliner Immobilien-Aktien-Gesellschaft nach Plänen des Geheimen Oberbaurates Friedrich Hitzig unter Leitung des Königlichen Baumeisters Alfred Lent auf einem ehemaligen Holzlagerplatz zwischen dem Schiffbauerdamm, der Karlsstraße, der Friedrichstraße und der Panke errichtet worden.
Am 1. Oktober 1867 wurde sie als erste geschlossene Markthalle (nahe dem Bahnhof Friedrichstraße) eröffnet. Es handelte sich um einen 84 m langen und 62 m breiten Bau aus Eisen und Glas, mit einer Maximalhöhe von 15,5 m. Zusätzlich gab es einen kleinen Anbau zwischen Panke und Markthalle, der dem Fischverkauf diente. Schon im Frühjahr 1868 wurde die Markthalle wieder geschlossen, da sie sich nicht rentierte. Bis zu seinem Abriss 1982 erfuhr das Gebäude viele Umbauten und Umnutzungen – als preußisches Waffenlager, Zirkushalle, Großes Schauspielhaus und zuletzt als Varietétheater (Friedrichstadt-Palast).

### Markthallen-Serienbauten ab 1883
Die folgende Tabelle liefert eine orientierende Übersicht über Standorte, Bauzeiten und andere Details der 14 historischen Markthallen, mit einem Bild der Markthalle (soweit vorhanden) illustriert. Alle im 21. Jahrhundert noch vorhandenen Bauteile und die drei kompletten Hallen stehen unter Denkmalschutz.
| Nummer / Name / Lage                                                                           | Standort | wann erbaut bzw. eröffnet | Verkaufsfläche (in m²) / Anzahl Stände | Bild und Anmerkungen |
| ---------------------------------------------------------------------------------------------- | --- | ------------------------- | -------------------------------------- | --- |
| I, Zentralmarkthalle Berlin (Markthallen I und Ia) (Lage)                                      | historisches Stadtzentrum (Berlin-Mitte), beiderseits der Kaiser-Wilhelm-Straße am Stadtbahn-Viadukt                                   | 1884–1886 und ?–1893      | 16.079/1336 13.281/776                 | Die Central-Markthalle I (wie sie zuerst hieß) war die erste nach dem kommunalen Bauprogramm errichtete Einkaufsstätte. Sie verfügte über eisgekühlte Lagerräume im Kellergeschoss und einen eigenen Eisenbahnanschluss an der Berliner Stadtbahn zur Warenanlieferung. Bis 1893 entstand der Erweiterungsbau der Zentralmarkthalle auf der nordwestlich der Kaiser-Wilhelm-Straße gegenüberliegenden Straßenseite (Markthalle Ia, missverständlich auch Markthalle II). Die Zentralmarkthalle(n) überstanden den Ersten Weltkrieg und die Weltwirtschaftskrise ohne größeren ökonomischen Bedeutungsverlust, 1944 erlitten sie jedoch erhebliche Bombenschäden. Die Halle Ia wurde notdürftig wiederaufgebaut und half bei der Versorgung der Ost-Berliner Bevölkerung. Ende der 1960er Jahre wurde beide Hallen zugunsten der verbreiterten und verschwenkten Karl-Liebknecht-Straße abgebrochen. Der moderne Ersatzbau für die Markthalle (nordwestlich hinter der Hochhauszeile an der Karl-Liebknecht-Straße) wurde nach 1990 zum Einkaufszentrum umgebaut. weitere Bilder |
| II, Lindenhalle (Lage)                                                                         | Friedrichstadt (Berlin-Mitte), Lindenstraße 97/98, Friedrichstraße 18                                                                  | 1884–1886                 | 09114/746                              | Die Markthalle stand nördlich des Mehringplatzes im Blockinneren und besaß Zugänge von der Friedrichstraße und der Lindenstraße. Sie wurde mit ihren Nebengebäuden gegen Ende des Zweiten Weltkriegs zerstört. Während die Vorderhäuser an beiden Straßen durch neue nach Plänen von Hans Scharoun ersetzt wurden, konnte die Markthalle erst zwischen 1962 und 1965 in den ursprünglichen Formen, aber mit neuen Materialien wiederaufgebaut werden. Sie diente bis 2010 als Berliner Blumengroßmarkt. Schließlich verkaufte der Senat von Berlin die Halle für eine Erweiterung des Jüdischen Museums; die Blumenhändler erhielten Ausweichquartiere in der Großmarkthalle Beusselstraße. |
| III, Zimmerhalle (Lage)                                                                        | Friedrichstadt (Berlin-Mitte), Zimmerstraße 90/91                                                                                      | 1884–1886                 | 04843/409                              | Im Jahr 1910 wurde die Markthalle wegen Rückgang der Zahl der Kleinhändler als Markthalle geschlossen und an das Gastronomieunternehmen Hoffmann & Retschlag verpachtet, das die Halle zum Konzerthaus Clou umbaute. Später verkaufte die Stadt die Halle an Hoffmann & Retschlag und das Vordergebäude an den Verleger Franz Eher, dessen Verlag dort nationalsozialistische Propagandaschriften druckte. Die ehemalige Markthalle diente 1942 auch als Internierungsstation für verhaftete Juden (Fabrikaktion) und wurde im weiteren Verlauf des Krieges zerstört. Nach 1945 wurde das Vordergebäude an der Zimmerstraße zu einem Geschäftshaus umgebaut, das heute unter Denkmalschutz steht. An die Geschichte der Halle erinnert eine Gedenktafel an der Fassade. |
| IV (Lage)                                                                                      | Dorotheenstadt (Berlin-Mitte), Reichstagufer, Dorotheenstraße                                                                          | 1884–1886                 | 03778/364                              | Die Halle verfügte über einen Tunnel-Zugang zu benachbarten Gebäuden. Sie wurde 1913 als Markthalle geschlossen; Teile wurden in den Neubau des Postscheckamts Berlin an gleicher Stelle integriert. Für den Umzug der Bundesregierung nach Berlin rekonstruierten die Architekten KSP Engel und Zimmermann die ursprüngliche Fassade des Vorderhauses im Regierungsauftrag. Der Komplex wurde zum Presse- und Informationsamt ausgebaut. |
| V (Lage)                                                                                       | Schöneberger Vorstadt (Berlin-Tiergarten), Magdeburger Platz                                                                           | 1886–1887                 | 02538/231                              | Auch in dieser freistehenden Halle sank die Zahl der Kleingewerbetreibenden bis zum Beginn des 20. Jahrhunderts, sie konnte aber weiter betrieben werden. Im Zweiten Weltkrieg wurde die Halle beschädigt und ihre Ruine 1956 schließlich abgetragen. |
| VI, Ackerhalle (Lage)                                                                          | Oranienburger Vorstadt (Berlin-Mitte), Invalidenstraße, Ackerstraße                                                                    | 1886–1888                 | 03546/344                              | Die Halle hatte Zugänge von der Invalidenstraße und von der Ackerstraße. Die fünf Gänge im Inneren verliefen parallel zur Invalidenstraße; der Mittelgang war zwölf Meter hoch, die je zwei Seitengänge sechs Meter breit. Die Ackerhalle, im Zweiten Weltkrieg kaum zerstört, wurde zu DDR-Zeiten Besitz der Konsumgenossenschaft Berlin. Sie wurde 1970 unter Leitung von Klaus Pöschk erstmals umgestaltet, wobei die Konstruktion im Inneren in Teilen verkleidet wurde. Weitere Umgestaltungen mit Totalsanierung erfolgten zwischen 1991 und 2002, bei der die ursprüngliche Konstruktion wieder freigelegt sowie Farben und Fliesen im Inneren erneuert wurden. Ihr Äußeres befindet sich noch weitestgehend im Originalzustand. weitere Bilder |
| VII (Lage)                                                                                     | Luisenstadt (Berlin-Kreuzberg), Dresdener Straße 27, Luisenufer 15/16 (heute Legiendamm 32), Buckower Straße 15 (heute Waldemarstraße) | 1887–1888                 | 04700/410                              | Die Halle selbst wurde im Krieg stark beschädigt, ihre Ruine 1959 abgetragen. Erhalten sind die beiden Vorderhäuser an der Dresdener Straße (ein fünfgeschossiges Wohn- und Geschäftshaus) und am Legiendamm (ein zweigeschossiges Torhaus mit Gastronomie). Der Gaststätten-Name „Zur kleinen Markthalle“ erinnert an die Geschichte der Markthalle. |
| VIII (Lage)                                                                                    | Stralauer Vorstadt (Berlin-Friedrichshain), Andreasstraße 56, Krautstraße 48a, Grüner Weg 96 (heute Singerstraße)                      | 1886–3. Mai 1888          | 05070/532                              | Die Halle befand sich im Blockinneren mit Zugängen von der Andreasstraße, der Krautstraße und dem Grünen Weg. Sie wurde gegen Ende des Zweiten Weltkriegs zerstört und im Zuge der Enttrümmerung abgetragen. |
| IX, Eisenbahnhalle „Markthalle neun“ (Lage)                                                    | Luisenstadt (Berlin-Kreuzberg), Pücklerstraße 34, Eisenbahnstraße 42/43                                                                | 1883–1886                 | 03296/300                              | Die Projektgruppe Markthalle IX, an deren Spitze Nikolaus Driessen, Florian Niedermeier und Bernd Maier stehen, hat es geschafft, die kleinteilige Markthallenstruktur mit modernen Angeboten erfolgreich umzusetzen. Sie hatten die Halle im Mai 2011 für 1,1 Millionen Euro von der Stadt Berlin erworben. Mit Unterstützung des Architekten Peter Lemburg konnte bis Ende September 2011 eine denkmalgerechte Sanierung vorgenommen werden; die umgestaltete Eisenbahnmarkthalle wurde am 1. Oktober 2011 offiziell wieder eingeweiht. Verschiedene Lebensmittelmärkte und Messen sowie Kulturveranstaltungen werden von den Nutzern gern angenommen. Die noch eingemieteten großen Discounter durften bis zur Vertragskündigung in der Halle verbleiben, heute befindet sich an dieser Stelle ein Drogeriemarkt. |
| X, Arminiushalle ab 2010 zwischenzeitlich Zunfthalle, mittlerweile wieder Arminiushalle (Lage) | Berlin-Moabit, Arminiusstraße / Bremer Straße / Bugenhagenstraße / Jonasstraße                                                         | 1890–1891                 | 04810/425                              | Die nur eingeschossige Markthalle, anfangs auch als Moabiter Halle bezeichnet, besteht ohne wesentliche Unterbrechungen seit ihrer Eröffnung. Im täglichen Sprachgebrauch namensgebend ist die an der Halle verlaufende Arminiusstraße. Die ansässigen Händler haben sich den jeweiligen Bedürfnissen angepasst. Neben zahlreichen Einzelhändlern gab es im Frühjahr 2011 eine Brauerei und nunmehr auch Handwerker mit Schaubereichen darin. Das denkmalgeschützte Einkaufszentrum firmierte nach einem Besitzerwechsel zwischenzeitlich als Zunfthalle, mittlerweile wieder als Arminiushalle. weitere Bilder |
| XI, Marheinekehalle (Lage)                                                                     | Tempelhofer Vorstadt (Berlin-Kreuzberg), Zossener Straße, Bergmannstraße, Marheinekeplatz                                              | 1891–15. März 1892        | 02808/278                              | Im Ersten Weltkrieg wurde die Halle als Suppenküche für rund 15.000 Berliner täglich genutzt und im Zweiten Weltkrieg schwer beschädigt. Trotzdem begann im Sommer 1945 im Keller ein neues Markttreiben. Die obere Fläche diente bis um 1950 als Betriebshof einer Trümmerbahn. 1956 wurde die Markthalle unter Einbeziehung der verbliebenen baulichen Reste neu aufgebaut. Zwischen 1969 wechselten sowohl die Besitzer als auch die Betreiber einige Male. Seit 2011/2012 gehört die Halle drei Privatleuten, die hier schrittweise den Handel mit Bioprodukten, ausländischen Spezialitäten und regionalen Besonderheiten aus der Uckermark betreiben. Die noch an Discounter verpachteten Flächen werden nach Ablauf der Verträge ebenfalls kleinteilig umgestaltet. |
| XII (Lage)                                                                                     | Berlin-Gesundbrunnen, Grüntaler Straße, Badstraße 16a                                                                                  | 1890–1892                 | 04198/273                              | Nach dramatischem Rückgang der Zahl der Kleinhändler (auf unter 50) ließ die Stadtverwaltung die Halle 1898 wegen Unwirtschaftlichkeit schließen. In den darauf folgenden Jahren bis 1911 sind in den Berliner Adressbüchern keine weiteren Nutzungen ausgewiesen, als Eigentümer ist lapidar Fiskus angegeben, also der preußische Staat. Im Jahr 1915 wird ein Restaurant zum Kastanienwäldchen genannt, was auf eine Nachnutzung des Hofgebäudes hindeutet. Im Jahr 1920 verschwand die Markthalle, denn seitdem gibt es die Hausnummer nicht mehr. |
| XIII (Lage)                                                                                    | Berlin-Prenzlauer Berg, Wörther Straße 45, Tresckowstraße (seit 1952 Knaackstraße)                                                     | 1890–1892                 | 05095/393                              | Die im Blockinneren errichtete Markthalle XIII besaß Zugänge von der Tresckowstraße (östlich) und von der Wörther Straße (südlich). Nachdem die Zahl der verpachteten Marktstände bis 1910 auf rund 100 zurückgegangen war, wurde die Halle 1910 geschlossen. In den Berliner Adressbüchern wird die Immobilie weiter als Eigentum der Stadt Berlin geführt, Ladenflächen und Wohnungen des Bauwerks wurden verpachtet. Im Zweiten Weltkrieg wurde die Halle zerstört, an ihrer Stelle befinden sich heute Sportplätze, eine Schule und eine Kita. |
| XIV (Lage)                                                                                     | Berlin-Gesundbrunnen, Dalldorfer Straße 21/22 (ab 1919 Schönwalder Straße 19), östlich des Weddingplatzes                              | 1890–1892                 | 04057/352                              | Im Jahr 1910 ist die Markthalle im Adressbuch unter Dalldorfer Straße verzeichnet, im Besitz der Stadt Berlin. Die Straße wurde 1919 umbenannt und die Häuser neu nummeriert, die Markthalle XIV war dann bis 1925 unter der Hausnummer 19 verzeichnet. Ab 1930 nennt das Adressbuch die Halle nicht mehr, jedoch werden als Nutzer / Bewohner noch ein Markthallenleiter und eine Sparkassen-Filiale aufgeführt. |

## Weitere Markthallen zwischen 1900 und 1945
- Markthalle Tegel: 1908 als privater Wochenmarkt mit mehr als 180 Ständen durch August Prenzel eröffnet. Am Ende des Zweiten Weltkriegs war der Markt weitestgehend zerstört, die brennbaren Materialien wanderten in die Öfen der Anwohner. Trotzdem konnte der Marktbetrieb bald wieder beginnen. Im Jahr 1958 erhielt das Gelände erstmals ein festes Dach auf Eisenträgern. Als nach dem Tod des Gründers der Sohn Walter Prenzel die Leitung übernahm, konnte er schließlich einen völligen Hallenneubau realisieren, der am 23. März 1972 eröffnete. Mehrfach (unter anderem 1987 und in den 1990ern) wurde die Anlage modernisiert. Bis heute versorgen 50 mittelständische Händler mit ihren rund 200 Mitarbeitern die Einwohner Tegels oder ihre Besucher mit frischen Waren des täglichen Bedarfs.[34] Aktuell wird das Gebäude der Markthalle Tegel neu gebaut. Die Händler zogen in das gegenüberliegende Haus.[35]
- 1929 kam eine erste Markthalle für den Großhandel hinzu.[36]

Ringbahnhalle, 1991

- Ringbahnhalle Frankfurter Allee: Die 1915 eigentlich als Kino errichtete Markthalle am S-Bahnhof Frankfurter Allee war bis zum Ende der DDR ein bedeutendes Einkaufszentrum im Osten Berlins. Die Halle wurde 1993 abgerissen. Das Ring-Center I steht heute an ihrer Stelle.
- Großmarkthalle Beusselstraße, 1936: Nach Plänen von Richard Ermisch als Lager- und Umschlagplatz für den Vieh-Großhandel.[37]

## Markthallen zwischen 1950 und 1990
Weitere Markthallen in Berlin im klassischen Sinne mit einzelnen Marktständen befanden sich in Berlin-Wedding („Müllerhalle“), Müllerstraße 123/125 Ecke Kongostraße und in Berlin-Reinickendorf („Residenzhalle“), Residenzstraße 34, alle 1950 eröffnet.
- Die Müllerhalle („Markthalle für Jedermann“) wurde seit 2007 schrittweise leergezogen.[38] Sie war stark sanierungsbedürftig und wurde abgerissen. In ihrer Stelle entstand ein Neubau im Stil der Moderne, der unter dem Namen Neue Müllerhalle von der Lebensmittel-Einzelhandelskette Kaufland im Dezember 2013 eröffnet wurde.[39]
- Die Residenzhalle verfügte über eine Verkaufsfläche von rund 1800 m². Die frühere denkmalgeschützte Halle ist in der Nacht vom 26. zum 27. Mai 2001 vollständig abgebrannt. Eine Brandursache konnte nicht gefunden werden.[40] Im Herbst 2001 wurde ein Wiederaufbau beschlossen; der symbolische erste Spatenstich für die neue gläserne Einkaufspassage erfolgte am 21. November 2001. Mit Kosten von rund 2,5 Millionen Euro ließ die Priva Liegenschaftsverwaltungs GmbH in einem halben Jahr die neue Residenzhalle nach Plänen und unter Leitung des Architekten Marcel Gallinge errichten, nun als Residenzpassage bezeichnet. Sie bietet weniger Verkaufsfläche (16 Stände), dafür aber Parkmöglichkeiten auf dem Dach. Sie erfuhr durch die beteiligten Händler und einige Kunden dahingehend Kritik, dass „sich viele wieder eine richtige Markthalle gewünscht hätten, statt der gläsernen Ladenstraße.“ – Der Investor verteidigte den Neubau jedoch: „Das Markthallenprinzip in Berlin entspricht nicht mehr dem heutigen Zeitgeist.“[41]
- Europa-Center, 1965
- Forum Steglitz, 1970 eröffnet. Der hintere Teil des Erdgeschosses wurde bis 2005 als Markthalle genutzt.

## Neue Markthallen als Shopping-Center ab den 1990er Jahren und im 21. Jahrhundert (Auswahl)

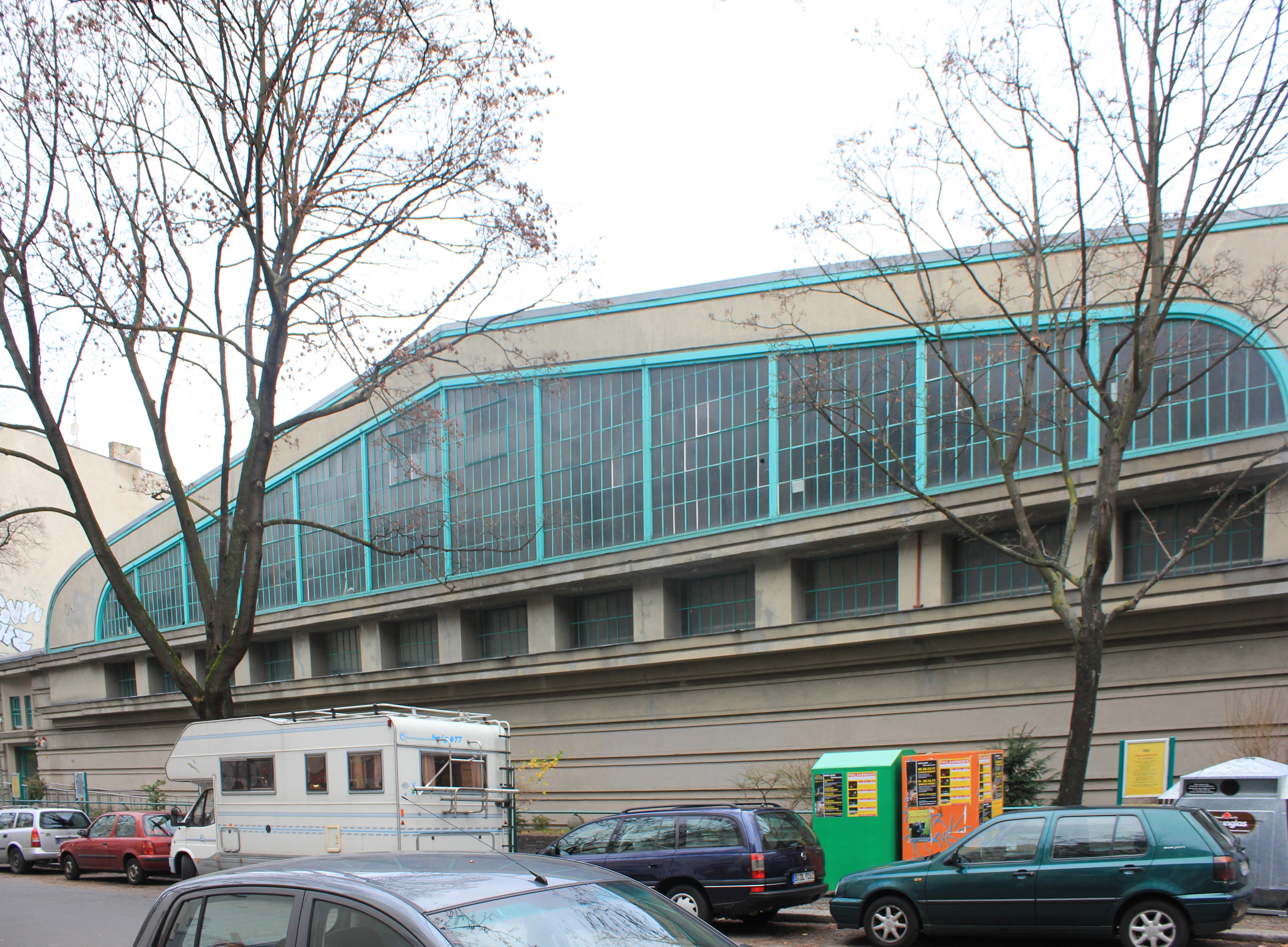
Markthalle Tempelhof, 1924–25 als Straßenbahndepot erbaut, 1997–98 Umbau zur Markthalle

Ab den 1990er Jahren wurden nach amerikanischem Vorbild große Shopping-Center gebaut oder vorhandene Einrichtungen entsprechend umgebaut (die Jahreszahlen geben das Eröffnungsjahr an). Zu den inzwischen fast 60 Einkaufszentren gehören unter anderem (Stand: Juni 2017):
- Gropius Passagen, 1994
- Linden-Center, 1995
- Helle Mitte, 1997
- Gesundbrunnen-Center, 1997, im Ortsteil Berlin-Gesundbrunnen.[43]
- Markthalle Tempelhof, 1998
- Potsdamer Platz Arkaden, 1998
- Ring-Center (drei Teile: 1995, 1997, 2007)
- Eastgate, 2005
- Alexa, 2007
- Einkaufszentrum Tempelhofer Hafen, 2009
- Markthallen am Gleisdreieck (MaG), Luckenwalder Straße 4–6, 2010:
Die Verkaufseinrichtung befindet sich in renovierten Hallen des im Jahr 1997 außer Betrieb genommenen Postbahnhof Luckenwalder Straße in Berlin-Kreuzberg.[44]
- Mall of Berlin nahe am Leipziger Platz, 2014
- Bikini Berlin, das Bikinihaus seit dem Umbau zur Shopping Mall, 2014
- East Side Mall im Ortsteil Berlin-Friedrichshain, 2018